# Željko Lordanič
Željko Lordanić, hrvaški stripar, ilustrator in slikar, * 20. oktober 1948, Zagreb, Hrvaška. 
Na Likovni akademiji v Zagrebu je študiral grafiko do leta 1974. Profesionalno se ukvarja s stripom in z ilustracijo. Je dolgoletni stalni sodelavec časopisno-založniške družbe  Delo.
Njegovo najbolj znano delo s področja stripa je »Otok z blagom«, ki je prvič izšel med letoma 1987 in 1988.

## Izdani stripi

### Slovenija
- J.Swift: Gulliver,  Zbirka:  Klasiki svetovne literature, Univerzum, Ljubljana, 1983
- L.N.Tolstoj: Kavkaški ujetnik, Zbirka: Klasiki svetovne literature, Univerzum, Ljubljana, 1983
- Jeff Clayton, vestern
- Agent Kir
- J.O.Curwood: Pogum ob Jezeru (scenario Andrej Kovač)
- J.London: Klic divjine, Zbirka:  Klasiki svetovne literature, Univerzum, Ljubljana, 1983
- Morski volk, Zbirka:  Klasiki svetovne literature, Univerzum, Ljubljana,1983
- N. Gogolja: Taras Buljba, Zbirka:  Klasiki svetovne literature, Univerzum, Ljubljana, 1983
- J.London: Morski vuk, Zbirka:  Klasiki svetovne literature, Univerzum, Ljubljana, 1983
- J.O.Curwood: Grizli,  Zbirka:  Klasiki svetovne literature, Univerzum, Ljubljana, 1985
- Kmečka vojna, Lordanič, Željko, 1985
- Zgodovinski strip na slovenskom, Lordanič, Željko, 1992
- Pustolovščine viteza Damjana. Lordanič, Željko, 1992

### Stripi izdani v tujini
- Taras Buljba (1981/1982)
- Zlatarevo zlato (1983/1984)
- Posljednji mohikanac (1985/1986)
- Zmaj od Bosne (1986/1987)
- Otok s blagom (1987/1988 in 1988/1989)
- Grička vještica (1989/1990 in 1990/1991)
- Branka (1991)
- Vuci (1991/1992)
- Tatari u Hrvatskoj (1992/1983)